# Воскресеновка (Октябрьский район)
Воскресеновка — село в Октябрьском районе Оренбургской области России. Входит в состав Нижнегумбетовского сельсовета.

## География
Село находится на севере центральной части Оренбургской области, в степной зоне, на расстоянии примерно 20 километров (по прямой) к северо-северо-западу (NNW) от села Октябрьского, административного центра района. Абсолютная высота — 202 метра над уровнем моря.
Климат
Климат характеризуется как резко континентальный с продолжительной морозной зимой и относительно коротким жарким сухим летом. Среднегодовая температура составляет 3 °C. Средняя температура воздуха самого тёплого месяца (июля) — 26,9 °C (абсолютный максимум — 42 °C); самого холодного (января) — −13,3 °C (абсолютный минимум — −43 °C). Среднегодовое количество атмосферных осадков не превышает 350—400 мм.
Часовой пояс
Село Воскресеновка, как и вся Оренбургская область, находится в часовой зоне МСК+2. Смещение применяемого времени относительно UTC составляет +5:00.

## Население
| 2010 |
| ---- |
| 221  |

Половой состав
По данным Всероссийской переписи населения 2010 года в половой структуре населения мужчины составляли 48,9 %, женщины — соответственно 51,1 %.
Национальный состав
Согласно результатам переписи 2002 года, в национальной структуре населения русские составляли 50 % из 300 чел., казахи — 38 %.